# Attagenus augustatus
Attagenus augustatus är en skalbaggsart som beskrevs av Ernst Ballion 1871. Attagenus augustatus ingår i släktet Attagenus, och familjen ängrar. Arten har ej påträffats i Sverige.